# Riu de la Plata
El Riu de la Plata és l'estuari creat pel riu Paranà i el riu Uruguai, formant sobre la costa atlàntica de l'Amèrica del Sud una osca triangular de 290 km de llarg. La conca combinada del Riu de la Plata i els seus afluents (els rius Luján, Matanza, Samborombón i Salado del Sud) té una superfície d'aproximadament 3.200.000 de quilòmetres quadrats.
S'estén de nord-oest a sud-est, amb una amplària de 48 quilòmetres, mesurat del punt que es pren com a origen. En el punt on l'aigua deixa de ser dolça i es converteix en l'oceà Atlàntic, té una amplària de 219 km. El límit exterior del Riu de la Plata està determinat per la línia imaginària que uneix Punta del Este (República Oriental de l'Uruguai) amb Punta Rasa del Cap San Antonio (República Argentina).

## Geografia física

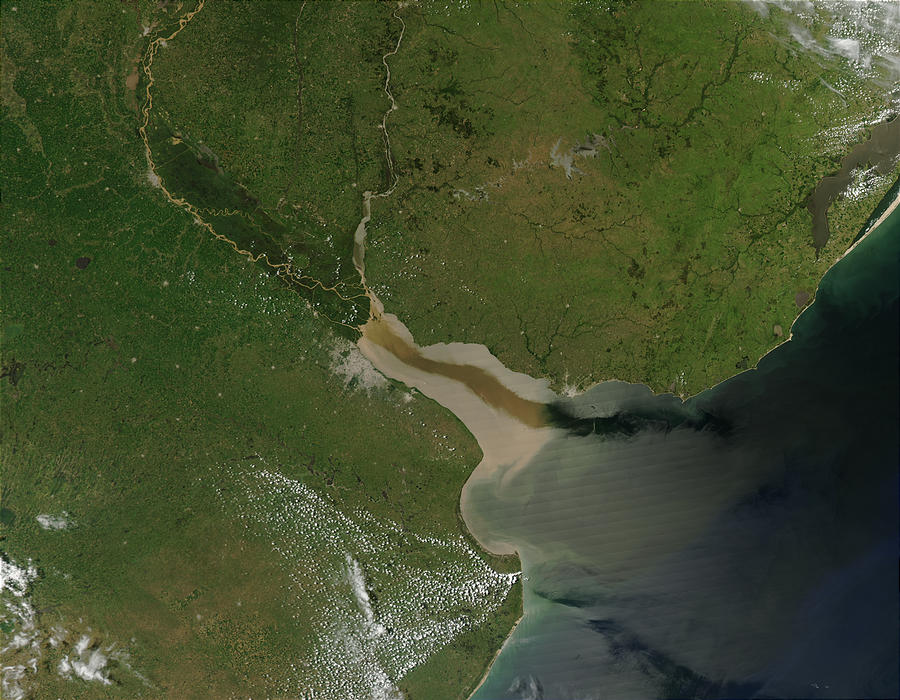
El Riu de la Plata vist des d'un satèl·lit

Físicament el Riu de la Plata es divideix en tres zones geogràfiques: 
- Zona interior, de Punta Gorda fins a la línia Colonia-La Plata, la qual es caracteritza per un substrat de sorra fina, llim i argila.
- Zona mitjana, d'aquesta línia fins a una altra, Montevideo-Punta Piedras, on s'evidencia la influència marina per una major importància de les marees.
- Zona exterior, d'aquesta segona línia fins al límit exterior, on les aigües ja són salobres amb una salinitat variada.

Quant a les costes del riu, aquestes presenten característiques molt diverses. La costa uruguaiana pertany a la formació geològica de l'Escut Brasiler, amb costes altes i platges de sorra vorejades de dunes separades per caps rocosos. La costa argentina correspon a la conca sedimentària de la Pampa, formada per altiplans de llim que alternen amb planes pantanoses.
Cada any són transportats fins al Riu de la Plata uns 160 milions de tones de sediment. Aquesta càrrega està composta per: llim -el 56% - (90 milions t / any), argila -el 28% - (45 milions t / any), i sorra -el 16% - (25 milions t / any). De tota la càrrega, el 90% viatja en suspensió (145 milions t / any). El material suspès està integrat per la totalitat de les argiles i llims que arriben al Plata, més 10 milions t / any de la sorra més fina. El buc del riu és dominada per la presència d'extensos bancs de baixa profunditat, que dificulten la navegació de les embarcacions de calat, que ha de fer-se seguint diversos canals naturals i artificials, molts dels quals, especialment en la ruta que comunica Buenos Aires amb l'Oceà Atlàntic, són objecte de constant dragatge per a evitar l'acumulació de sediments i mantenir-los oberts a la navegació. Els principals bancs són Ortiz, Arquimedes, Anglès i Rouen.

## Martín García
La morfologia de l'àrea específica de Martín García es caracteritza per un baix de sorra (la formació Platja Profunda) travessat per canals i compost per sediments grisos-marrons, sorrencs cap al nord, sorres llimoses i llims sorrencs cap al sud i llims argilencs (llots) cap al marge argentina. El delta sofreix un continu avanç de 15 m per any i es produïx una disminució de les profunditats del jaç amb la formació de bancs que després es transformen en illes. Aquest procés està present i molt actiu en la zona propera a l'Illa Martín García que és de nucli rocós, amb el creixement de l'illa de Timoteo Domínguez i dels bancs com el de Santa Ana i del Mitjà.
És part del límit entre Argentina i Uruguai. La costa uruguaià és, en general, alta, presentant platges sorrenques. Els principals afluents per la ribera uruguaiana són els rius San Juan, Rosario, Saint Lucia i Solís. La costa argentina és, en general baixa, formada per llims, sent abundants els camalotes i jonqueres. S'hi destaca la Badia de Samborombón, la costa de la qual té uns 180 km de longitud. En aquesta badia desemboquen diversos cursos d'aigua, moltes vegades canalitzats, sent els principals els rius Samborombón i Salat. Els principals ports són Buenos Aires, en el sud-oest, i Montevideo, en el nord-est.

## Història
El primer europeu a navegar-hi va ser Juan Díaz de Solís, el 1516, mentre provava de trobar un pas de l'Oceà Atlàntic a l'oceà Pacífic. Va desembarcar al costat d'un grup d'homes en costes del que avui és el departament de Colònia i van ser atacats pels indígenes (probablement guaranís, encara que per molt de temps s'ha adjudicat el fet als charrúes). En va sobreviure només un, que es deia, Francisco del Port, grumet de 14 anys, atès que la cultura de tals indígenes prohibia matar dones, nens i ancians.
El 1526, d'un navili al comandament de Sebastiano Caboto, en la tripulació del qual participava el català Miquel Rifós, van albirar "un indígena enorme fent senyals i cridant de la costa estant"; al desembarcar es van trobar amb aquell sobrevivent, educat com a guerrer charrúa. Va retornar amb els espanyols per a, finalment i al cap d'un temps, tornar a la nació indígena, sense que hagin restat registres de la seva vida a partir d'aquest moment.
El primer assentament va ser l'actual ciutat de Buenos Aires, fundada per Pedro de Mendoza el 2 de febrer de 1536, abandonada i fundada novament per Juan de Garay l'11 de juny de 1580.
El 1680 els portuguesos funden, sobre la ribera oriental del riu, la Colonia del Sacramento, a l'altre costat de Buenos Aires. Colonia va ser objecte de disputes entre espanyols i portuguesos per prop d'un segle, canviant diverses vegades de mans i obligant als espanyols a colonitzar la Banda Oriental, fins llavors majorment ignorada. Colonia és assaltada i ocupada per les forces virregnals espanyoles el mateix any de la seva fundació, per a ser retornada a Portugal el 1681.
Per a detenir l'avanç lusità, Felip V va ordenar la construcció de Montevideo i les seves fortificacions sobre la banda oriental del riu. Aquesta tasca es va realitzar entre 1724 i 1730.
Els anys 1806-1807 el Riu de la Plata és testimoni de les invasions angleses al Virregnat que duia el seu nom.
El 5 de juny de 1888 es va produir el Terratrèmol del Riu de la Plata 1888, a les 3:20, amb una magnitud en l'escala de Richter de 5,5, el seu epicentre va estar en 34° 36′ 0″ S 57° 53′ 59″ O, a 30 m de profunditat. Mai es van prendre mesures antisísmiques, encara que va afectar totes les poblacions de la costa del Riu de la Plata, especialment a les ciutats de Buenos Aires i de Montevideo. Va produir lleus danys i el seu epicentre es va localitzar en el centre d'aquest riu.
El 13 de desembre de 1939 es va desenvolupar la Batalla del Riu de la Plata, enfront de Punta del Este, primer enfrontament important de navilis alemanys i britànics durant la Segona Guerra Mundial.
En aigües del Riu de la Plata s'han produït nombrosos naufragis. L'hi considera de navegació difícil per la intensitat i la rapidesa amb la qual es formen tempestes.

## Tempestes comunes en el Riu de la Plata

### Sudestada
La sudestada és un fenomen climàtic que es caracteritza per vents persistents, regulars a forts del sud-est, temperatures relativament baixes i generalment acompanyat per precipitacions de variada intensitat.
Això ocorre quan després del passatge d'un sistema frontal fred, un sistema d'alta pressió, el centre de la qual se situa al sud-oest de la província de Buenos Aires produïx per la seva circulació vents persistents de l'esmentat sector sobre la costa del Riu de La Plata.
Es genera per l'efecte combinat de dos sistemes, un d'alta pressió situat sobre l'oceà Atlàntic, enfront de les costes de la Patagònia central, que transporta aire fred i d'origen marítim cap a l'Est de la província de Buenos Aires, extrem sud del Litoral i Sud de l'Uruguai i un sistema de baixa pressió, localitzat sobre el Centre i sud de la Mesopotàmia i la regió occidental de l'Uruguai i que per la seva circulació produïx un aport d'aire càlid i humit sobre la regió.
Quan s'aprofundeix la depressió, s'intensifica la circulació del vent del sector sud-est produint-se aquest fenomen climàtic.
Durant una sudestada, el riu pot arribar a una altura de 3,96 metres i onatge intens.

### Pampero
El Pampero es caracteritza per ser un vent fort que bufa del quadrant SW produint alteracions de la marea cap a la costa uruguaiana. El pampero és un fenomen meteorològic que afecta regions de l'Argentina, Uruguai i del sud de Brasil. S'origina quan els vents de l'anticicló pacífic sud són atrets pel centre de baixa pressió que està a les planes del con sud. És freqüent durant el període de l'hivern i també succeeix a l'estiu. Provoca tempestes curtes i un brusc descens de temperatura. A més, disminueix el nivell de l'aigua del Riu de la Plata.

## Pràctica d'esports
El Riu de la Plata embravit permet la pràctica del surf a la capital de l'Uruguai. Les platges on es practica són: Platja Profunda, Platja la Pantalla i Platja Malvín. Presenta sovint ones de dos metres que comporten la impossibilitat d'operar el Port de Montevideo. També s'hi pot practicar el surf d'estel. La pràctica de la vela està molt estesa a la zona de Buenos Aires i voltants. A San Isidro, província de Buenos Aires, es practica windsurf.